# Indianapolis 500 in 1971
De 55e Indianapolis 500 werd gereden op zaterdag 29 mei 1971 op de Indianapolis Motor Speedway. Amerikaans coureur Al Unser won de race. Het was zijn tweede overwinning op rij.

## Startgrid
| Rij | Binnen            | Midden           | Buiten            |
| --- | ----------------- | ---------------- | ----------------- |
| 1   | Peter Revson      | Mark Donohue     | Bobby Unser       |
| 2   | Denny Hulme       | Al Unser         | A.J. Foyt         |
| 3   | Lloyd Ruby        | Joe Leonard      | Mario Andretti    |
| 4   | Jim Malloy        | Bill Vukovich II | Gordon Johncock   |
| 5   | Gary Bettenhausen | Cale Yarborough  | Bentley Warren    |
| 6   | David Hobbs       | Bud Tingelstad   | Rick Muther       |
| 7   | Mike Mosley       | Donnie Allison   | George Snider     |
| 8   | Roger McCluskey   | Wally Dallenbach | Johnny Rutherford |
| 9   | Sammy Sessions    | Larry Dickson    | Steve Krisiloff   |
| 10  | Denny Zimmerman   | George Follmer   | Mel Kenyon        |
| 11  | Art Pollard       | Bob Harkey       | Dick Simon        |

## Race
| #                                                                              | Coureur             | Auto                  | Ronden | Opgave       |
| ------------------------------------------------------------------------------ | ------------------- | --------------------- | ------ | ------------ |
| 1                                                                              | Al Unser            | Colt-Ford             | 200    |              |
| 2                                                                              | Peter Revson        | McLaren-Offenhauser   | 200    |              |
| 3                                                                              | A.J. Foyt           | Coyote-Ford           | 200    |              |
| 4                                                                              | Jim Malloy          | Eagle-Offenhauser     | 200    |              |
| 5                                                                              | Bill Vukovich II    | Brabham-Offenhauser   | 200    |              |
| 6                                                                              | Donnie Allison      | Coyote-Ford           | 199    |              |
| 7                                                                              | Bud Tingelstad      | Brabham-Offenhauser   | 198    |              |
| 8                                                                              | Denny Zimmerman (R) | Vollstedt-Offenhauser | 189    |              |
| 9                                                                              | Roger McCluskey     | Kuzma-Ford            | 188    |              |
| 10                                                                             | Gary Bettenhausen   | Gerhardt-Offenhauser  | 178    |              |
| 11                                                                             | Lloyd Ruby          | Mongoose-Ford         | 174    | Mechanisch   |
| 12                                                                             | Bobby Unser         | Eagle-Offenhauser     | 164    | Ongeval      |
| 13                                                                             | Mike Mosley         | Eagle-Ford            | 159    | Ongeval      |
| 14                                                                             | Dick Simon          | Vollstedt-Ford        | 151    |              |
| 15                                                                             | George Follmer      | Kingfish-Offenhauser  | 147    | Mechanisch   |
| 16                                                                             | Cale Yarborough     | Mongoose-Ford         | 140    | Mechanisch   |
| 17                                                                             | Denny Hulme         | McLaren-Offenhauser   | 137    | Mechanisch   |
| 18                                                                             | Johnny Rutherford   | Eagle-Offenhauser     | 128    |              |
| 19                                                                             | Joe Leonard         | Colt-Ford             | 123    | Mechanisch   |
| 20                                                                             | David Hobbs (R)     | Lola-Ford             | 107    | Ongeval      |
| 21                                                                             | Rick Muther         | Hawk II-Offenhauser   | 85     | Ongeval      |
| 22                                                                             | Bob Harkey          | Gerhardt-Offenhauser  | 77     | Mechanisch   |
| 23                                                                             | Bentley Warren (R)  | Eagle-Offenhauser     | 76     | Mechanisch   |
| 24                                                                             | Wally Dallenbach    | Kuzma-Offenhauser     | 69     | Mechanisch   |
| 25                                                                             | Mark Donohue        | McLaren-Offenhauser   | 66     | Mechanisch   |
| 26                                                                             | Art Pollard         | Scorpion-Ford         | 45     | Mechanisch   |
| 27                                                                             | Sammy Sessions      | Lola-Ford             | 43     | Mechanisch   |
| 28                                                                             | Larry Dickson       | Kingfish-Offenhauser  | 33     | Mechanisch   |
| 29                                                                             | Gordon Johncock     | McLaren-Offenhauser   | 11     | Ongeval      |
| 30                                                                             | Mario Andretti      | McNamara-Ford         | 11     | Ongeval      |
| 31                                                                             | Steve Krisiloff (R) | McNamara-Ford         | 10     | Mechanisch   |
| 32                                                                             | Mel Kenyon          | Kuzma-Ford            | 10     | Ongeval      |
| 33                                                                             | George Snider       | Eagle-Offenhauser     | 6      | Stilgevallen |
| Gemiddelde snelheid : 253,850 km/h - Snelste Ronde : Mark Donohue, 281.57 km/h |                     |                       |        |              |